# Leonardo (Nueva Jersey)
Leonardo es un lugar designado por el censo (en inglés, census-designated place, CDP) ubicado en el municipio de Middletown, en el condado de Monmouth, Nueva Jersey, Estados Unidos. Según el censo de 2020, tiene una población de 2549 habitantes.

## Geografía
La localidad está ubicada en las coordenadas 40°25′11″N 74°3′37″O / 40.41972, -74.06028 (40.419717, -74.060211).

## Demografía
Según el censo de 2000, en ese momento los ingresos medios de los hogares de la localidad eran de $64,432 y los ingresos medios de las familias eran de $66,750. Los hombres tenían ingresos medios por $49,716 frente a los $30,400 que percibían las mujeres. Los ingresos per cápita eran de $23,422. Alrededor del 4.1% de la población estaba por debajo del umbral de pobreza.
De acuerdo con la estimación 2017-2021 de la Oficina del Censo, los ingresos medios de los hogares de la localidad son de $108,929 y los ingresos medios de las familias son de $118,194. Alrededor del 4.2% de la población está por debajo del umbral de pobreza.